# Värderingsstyrning
Värderingsstyrning är en organisationsmetod där delade värderingar i ett företag eller annan organisation samlar alla medarbetare i samma riktning för att därigenom gemensamt nå bättre resultat för helheten. Alternativa modeller för styrning är orderstyrning och målstyrning. Alla tre principerna används i olika delar av de flesta företag. Värderingsstyrning är den princip som ofta åberopas som den långsiktigt mest effektiva. Fortfarande är dock målstyrning en vanlig princip i många verksamheter.
Exempel på vanligt förekommande värderingarna i stora svenska företag är: respekt, öppen attityd, lagarbete, etik & moral, ansvar och kundfokus.

## Historik
Styrning av företag handlar om att uppnå ett önskat framtida läge. Företag och andra organisationer har styrts i alla tider. Olika principer och modeller varit framgångsrika vid olika tider baserat på den kontext styrmodellen har använts i. Orderstyrning, ett begrepp från militär organisationsteori, är en av de tidigare. MBI (Management by Instructions) på engelska har sitt ursprung i början på 1900-talet. Målstyrning eller MBO (management by objectives) har sitt ursprung kring 1960-talet och Värderingsstyrning MBV (Management by Value) har sitt ursprung kring 1990-talet. 